# Brachychroa scabra
Brachychroa scabra är en stekelart som beskrevs av Henry Keith Townes, Jr. 1978. Brachychroa scabra ingår i släktet Brachychroa och familjen brokparasitsteklar. Inga underarter finns listade.